# Huancabamba (tỉnh)
Tỉnh Huancabamba (tiếng Tây Ban Nha: Provincia de Huancabamba) là một tỉnh thuộc vùng Piura của Peru. Tỉnh Huancabamba có diện tích 4254 km², dân số thời điểm theo điều tra dân số ngày 11 tháng 7 năm 1993 là 117459 người. Tỉnh lỵ đóng ở Huancabamba.